# Museu Municipal Antônio Reginaldo Geiss
O Museu Municipal Antônio Reginaldo Geiss  foi criado pela Lei Municipal 7236 de 25 de outubro de 2019, substituindo o antigo nome "Museu Casarão Pau-Preto", sede da Fundação Pró-Memória de Indaiatuba, mantida pela Prefeitura Municipal de Indaiatuba, estado de São Paulo.
Antiga sede da Fazenda Pau-Preto, Construção do início do século XIX construída com a técnica da taipa de pilão, por mão de obra escrava. Foi residência da família Bicudo de 1885 a 1980.
A sua arquitetura revela a importância do período de açucareiro e cafeeiro do interior paulista do século XIX e XX, ladeado de um imenso jardim. 
Em 1983 foi declarado de utilidade pública, e posteriormente, em 1988 foi criada a Fundação Pró-Memória de Indaiatuba, que transformou o prédio em Museu, evitando a sua demolição. 
A Tulha do complexo arquitetônico transformou-se em auditório onde são realizados inúmeros eventos relacionados à Cultura e a Historiografia.